# Ailloncourt
Ailloncourt település Franciaországban, Haute-Saône megyében. Lakosainak száma 306 fő (2022. január 1.). Ailloncourt Esboz-Brest, Brotte-lès-Luxeuil, La Chapelle-lès-Luxeuil, Citers és Dambenoît-lès-Colombe községekkel határos.

## Népesség
A település népességének változása:
| Lakosok száma | 315  | 298  | 309  | 302  | 303  | 304  | 305  | 306  | 306  |
|               | 2013 | 2015 | 2016 | 2017 | 2018 | 2019 | 2020 | 2021 | 2022 |